# Wish (командная оболочка Unix)

wish (англ. Windowing Shell) — простая сценарная или интерактивная командная оболочка Unix для X Window System и Mac OS. Она предоставляет пользователям возможность контролировать компоненты графического интерфейса пользователя через инструментарий Tk и позволяет использование языка программирования Tcl.
wish является свободным программных обеспечением и в настоящее время входит в набор программ Tcl/Tk.